# Roberto Rivelino
Roberto Rivellino (São Paulo, 1. siječnja 1946.) bio je brazilski nogometaš i trener.
Dijete je talijanskih doseljenika u Brazil. Bio je poznat po dugim brkovima, slobodnim udarcima iz daljine, kontroli lopte, dugim dodavanjima i po brzom razmišljanju. Jednom je zabio jedan od najbržih golova u povijesti nogometa. Pucao je s centra na samom početku utakmice i zabio gol, vidjevši da vratar moli i nije spreman. Izmislio je potez "flip flap", koji su kasnije od njega preuzeli Maradona, Ronaldinho, Cristiano Ronaldo i Zlatan Ibrahimović. Bio je nogometaš elegantnih, rafiniranih poteza. 
Počeo je kao igrač futsala. Nogometnu karijeru započeo je u brazilskom klubu Corinthians za koji je igrao od 1965. do 1974. U 471. nastupu postigao je 141 gol. Bio je vrlo popularan kod navijača, sve do derbija 1974., protiv Palmeirasa, kada ga je javnost proglasila krivcem za poraz. Tada je prešao u Fluminense u kojem je igrao do kraja '70.-ih. Karijeru je završio u Al-Hilalu u Saudijskoj Arabiji. 
Za brazilsku nogometnu reprezentaciju igrao je od 1965. do 1978. U 92 nastupa postigao je 26 golova. Zabio je 3 gola na Svjetskom prvenstvu 1970. u Meksiku, kada je Brazil bio prvak. Njegov gol Čehoslovačkoj, prozvan je "atomska bomba". Nastupio je i na sljedeća dva svjetska prvenstva na kojima je Brazil bio 3. i 4.
Bio je trener japanskog kluba Shimizu S-Pulse te nogometni komentator.
Povodom 100. godina FIFE, 2004., Pelé je sastavio popis 125 najvećih živućih nogometaša na kojem je i Roberto Rivelino.
U Engleskoj postoji nižerangirani nogometni klub nazvan po njemu, koji nastupa u bojama brazilske zastave. 